# Eduard von der Heydt

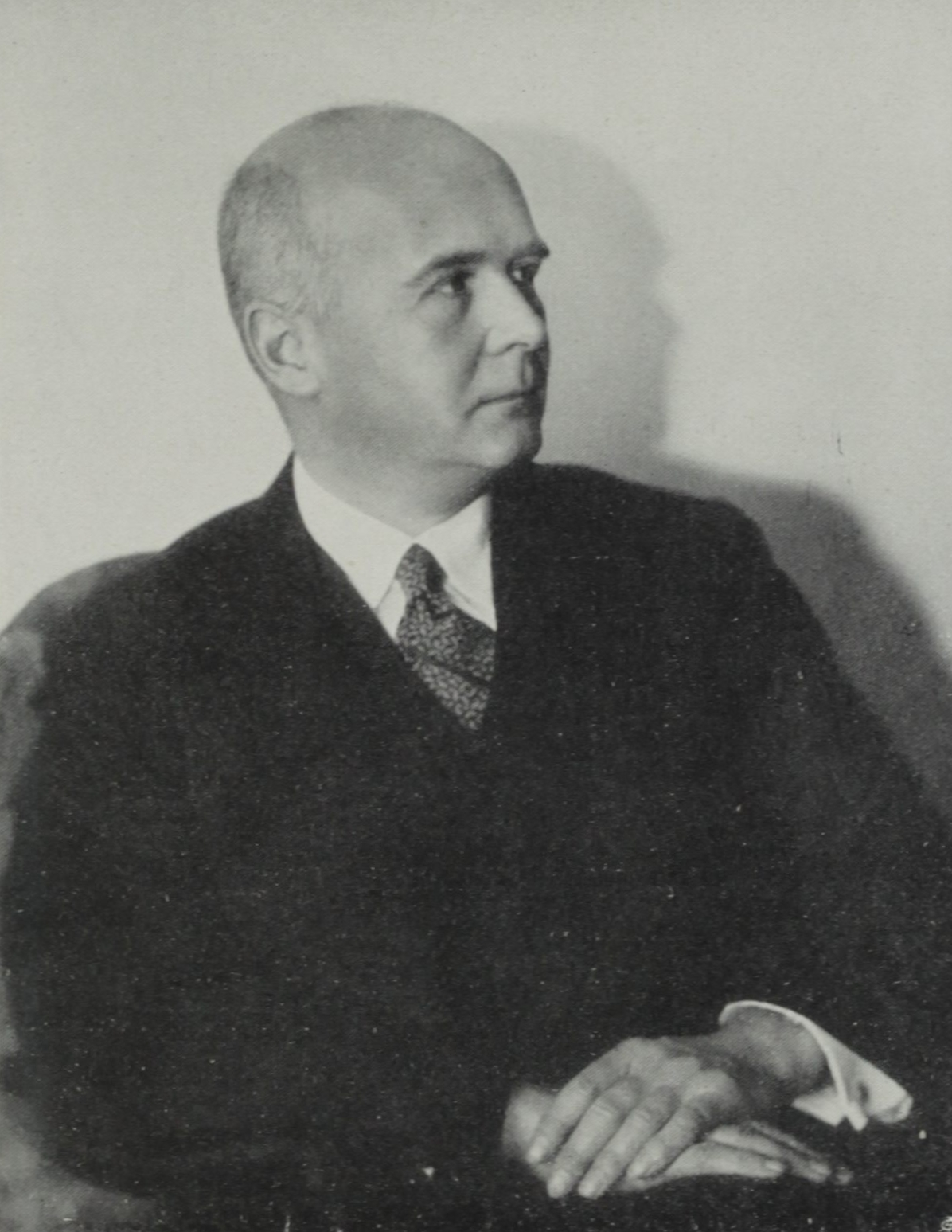
Aufnahme um 1929

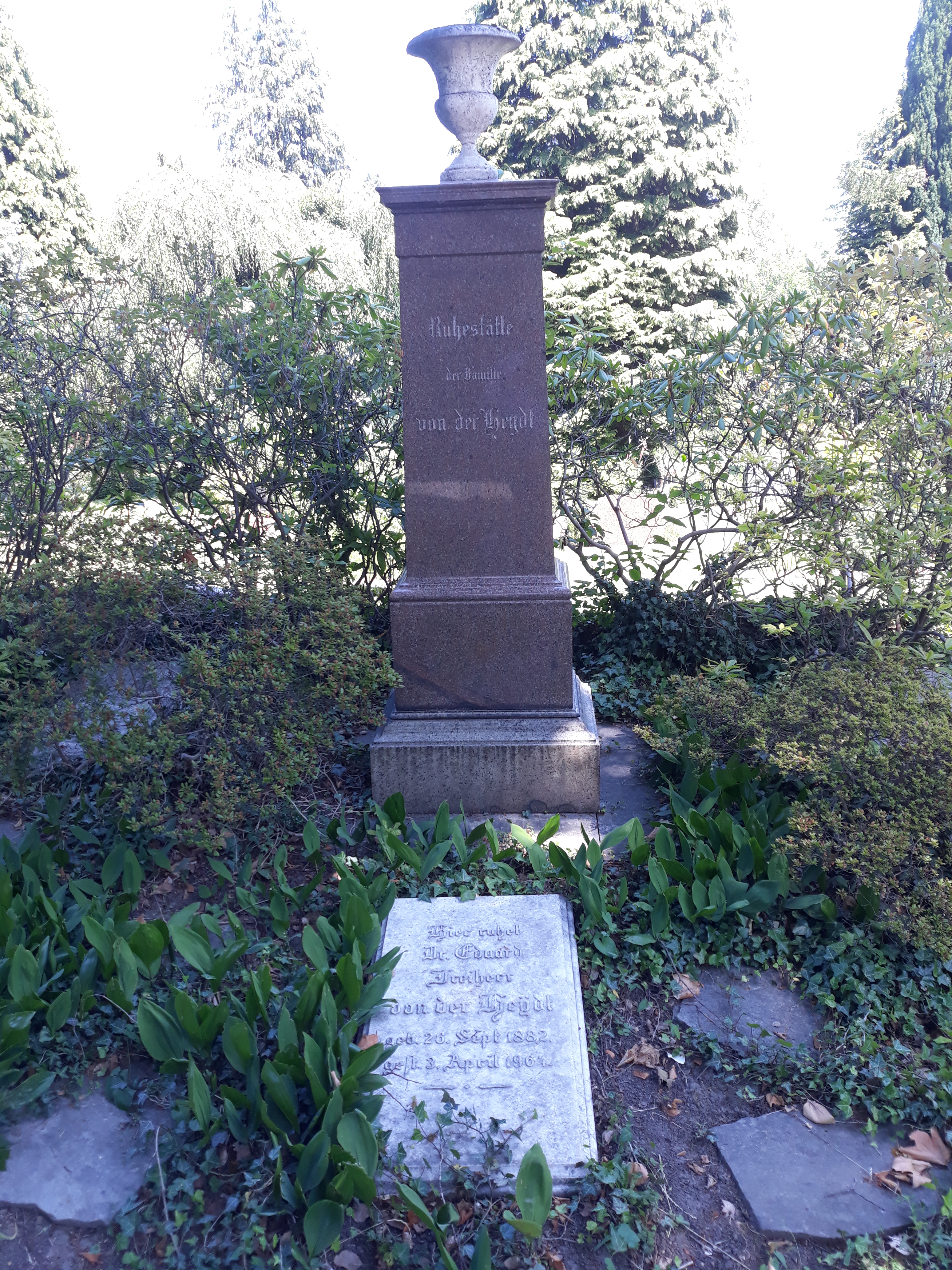
Grab Eduard von der Heydt im Familiengrab auf dem Reformierten Friedhof Hochstraße in Wuppertal-Elberfeld.

Eduard Freiherr von der Heydt (* 26. September 1882 in Elberfeld (heute zu Wuppertal); † 3. April 1964 in Ascona, Tessin) war ein deutsch-schweizerischer Bankier, Kunstsammler und Mäzen.

## Leben
Eduard von der Heydt kam als zweiter Sohn von August und Selma (geb. Haarhaus) von der Heydt im Haus der Familie am Kerstenplatz 6 in Elberfeld zur Welt. Gemeinsam mit seinem ein Jahr älteren Bruder August wurde er anfangs von Privatlehrern unterrichtet. Ab der Untertertia besuchten die Brüder das heutige Wilhelm-Dörpfeld-Gymnasium, wo sie 1900 ihr Abitur ablegten. Danach begannen sie in Genf ein Studium an der Rechts- und Staatswissenschaftlichen Fakultät, das sie ein Jahr später in Freiburg im Breisgau fortsetzten. Während August in das elterliche Bankhaus Von der Heydt Kersten eintrat, absolvierte Eduard von der Heydt eine kurze Banklehre in Dresden und diente dann ab September 1902 als Einjährig-Freiwilliger beim 3. Garde-Ulanen-Regiment in Potsdam. 1905 wurde er mit Auszeichnung zum Dr. rer. pol. promoviert. Das Thema seiner Dissertation war der Aufsichtsrat in der deutschen Aktiengesellschaft.
Er ging nach New York und arbeitete dort ein Jahr lang für das Bankhaus August Belmont, das die Frankfurter Rothschild-Bank in den USA vertrat.
1909 gründete er in London unter Beteiligung des Elberfelder Stammhauses das Bankhaus E. von der Heydt & Co. Es wurde während des Ersten Weltkriegs 1917 als Feindbesitz entschädigungslos enteignet. Von der Heydt, der sich bei Kriegsausbruch zu einer militärischen Übung in Deutschland befand, nahm als Rittmeister seines Ulanen-Regiments an den Kämpfen in Frankreich teil und wurde 1915 durch einen Bauchschuss schwer verwundet, an dessen Folgen er zeit seines Lebens litt. Er wechselte dann in den diplomatischen Dienst und wurde Legationsrat an der deutschen Gesandtschaft in Den Haag. 1918 nahm er an den geheimen deutsch-englischen Verhandlungen in Den Haag teil, schied dann jedoch aufgrund seiner strikten Ablehnung territorialer Forderungen im Falle eines deutschen Sieges aus dem diplomatischen Dienst aus.

### 1919–1939

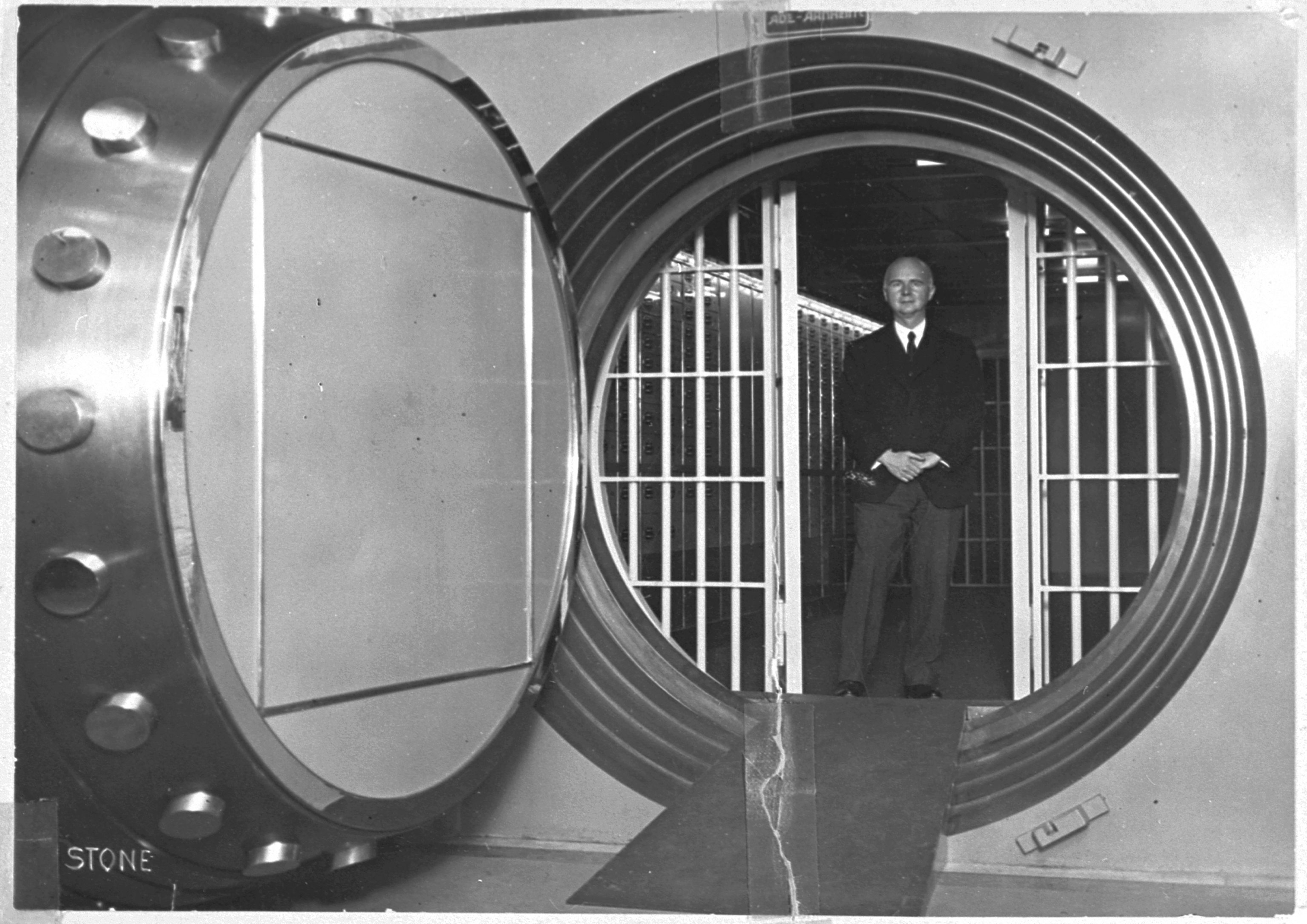
Eduard von der Heydt im Tresor der Von der Heydt‘s Bank AG, Berlin

1919 heirateten von der Heydt und Vera von Schwabach (1899–1996), Tochter des Berliner Bankiers Paul von Schwabach. Die Ehe wurde 1927 kinderlos geschieden. Er eröffnete 1920 in Amsterdam die „Von der Heydt-Kersten's Bank“. Diese reüssierte insbesondere als Vertretung des Bankhauses S. Bleichröder und anderer namhafter Bankhäuser. Daneben war von der Heydt an der Berliner „Nordstern-Bank“ beteiligt, die später als „Von der Heydt's Bank“ firmierte, 1927 in wirtschaftliche Schwierigkeiten geriet, von der Familie Thyssen übernommen und 1930 in „August-Thyssen-Bank“ umbenannt wurde. Von der Heydt blieb Mitglied des Aufsichtsrats.
Aufgrund persönlicher Kontakte wurde er dem in Doorn im Exil lebenden Ex-Kaiser Wilhelm II. vorgestellt, der sich in finanziellen Schwierigkeiten befand. Von der Heydt gewann sein Vertrauen und wurde sein Privatbankier und Vermögensverwalter. Auch konnte er dem Stinnes-Konzern Hilfe leisten, als dieser Probleme mit Berliner Banken hatte.
Auf Empfehlung der russischen Malerin Baronin Marianne von Werefkin kaufte von der Heydt 1926 den Monte Verità bei Ascona im Schweizer Kanton Tessin. Von der Heydt ließ von Emil Fahrenkamp auf dem Monte Verità ein Hotel errichten. Er bewohnte ab 1926 die Casa Anatta, ab 1929 eine Villa in Ascona und machte den Berg zu einem Treffpunkt namhafter Besucher aus Politik, Kunst und Gesellschaft.
In den zwanziger Jahren begann von der Heydt ostasiatische und afrikanische Kunst zu sammeln, ausgehend vom Gedanken der ars una: Kunst sei nicht national oder regional beschränkt, sondern bilde ein grundsätzlich einheitliches menschliches Gesamtwerk. Er baute eine der weltweit größten Privatsammlungen chinesischer und indischer Kunst auf, wobei er zahlreiche Werke als Leihgaben Museen überließ.
Politisch vertrat von der Heydt, auch aufgrund seiner engen persönlichen Beziehungen zum Haus Hohenzollern, nationalkonservative und monarchistische Positionen. 1926 war er dem Stahlhelm beigetreten. Obwohl seine Frau jüdischer Herkunft war und er zahlreiche jüdische Freunde und Bekannte hatte, finden sich in Briefen aus den 1920er Jahren auch antisemitische Äußerungen. Zum 1. April 1933 trat von der Heydt der NSDAP bei (Mitgliedsnummer 1.561.948), aus der er 1939 austrat, nachdem er am 28. April 1937 die Schweizer Staatsbürgerschaft erworben hatte. Er wurde dann Mitglied im schweizerischen „Bund treuer Eidgenossen nationalsozialistischer Weltanschauung“. In den 1930ern erhielt er auch die chinesische Staatsbürgerschaft.

### Zweiter Weltkrieg
Während der Zeit des Nationalsozialismus und des Zweiten Weltkriegs wickelte die August-Thyssen-Bank den Zahlungsverkehr der deutschen Abwehr unter Admiral Canaris ab. Über von der Heydt als Schweizer Repräsentant der August-Thyssen-Bank und ab 1940 auch über seine persönlichen Konten bei der Schweizerischen Bankgesellschaft flossen zwischen 1939 und 1943 mehr als eine Million Schweizer Franken an deutsche Agenten in aller Welt, insbesondere in den USA und Mexiko. Weitere, weniger gut dokumentierte Vorwürfe gegen von der Heydt betreffen die Devisenbeschaffung sowie die Weiterleitung jüdischer Lösegeldzahlungen. In welchem Umfang von der Heydt persönlich in diese Geschäfte involviert war, ist bis heute umstritten. Andererseits unterstützte er nachweislich jüdische Flüchtlinge in der Schweiz und stand in Kontakt mit diplomatischen Vertretern der Westmächte, denen er Informationen lieferte und denen gegenüber er sich als Nazigegner darstellte.
Aufgrund der Zahlungen an deutsche Agenten wurde von der Heydt 1946 wegen Verletzung der schweizerischen Neutralität durch nachrichtendienstliche Tätigkeit für eine fremde Macht vorübergehend in Untersuchungshaft genommen. Ein Schweizer Militärgericht sprach ihn am 19. Mai 1948 von diesem Vorwurf aus Mangel an Beweisen frei. Das Gericht folgte von der Heydts Einlassung, dass er über den Zweck der Zahlungen nicht informiert gewesen sei. Die US-Regierung kam zu einer anderen Einschätzung und konfiszierte 1948 alle amerikanischen Bankguthaben von der Heydts sowie seine an das Buffalo Museum of Science ausgeliehenen Kunstwerke, die heute in der Smithsonian Institution eingelagert sind, als „feindliches Vermögen“.

### Nachkriegszeit
1946 übergab von der Heydt seine ostasiatische Kunstsammlung der Stadt Zürich als Grundstock für das Museum Rietberg. Seine wertvolle Gemäldesammlung stiftete er 1952 dem Städtischen Museum Wuppertal, das seit 1961 Von der Heydt-Museum heißt. 1956 wurde der Kanton Tessin Besitzer der auf dem Monte Verità verbliebenen Teile der Sammlung. Es handelt sich um etwa 500 Kunstwerke aus dem 16. bis 20. Jahrhundert sowie aus China und Japan.
Der seit 1950 ausgelobte „Kulturpreis der Stadt Wuppertal“ wurde 1957 in „Eduard von der Heydt-Kulturpreis“ umbenannt. Eduard von der Heydt wurde 1952 Ehrenbürger der Stadt Wuppertal. Außerdem war er Ehrenbürger von Ascona und erhielt die Ehrendoktorwürde der Universität Zürich. 1958 wurde er vom Bundespräsidenten mit dem Großen Verdienstkreuz der Bundesrepublik Deutschland ausgezeichnet. In seinem Testament vermachte er den Monte Verità dem Kanton Tessin.
Das Museum Rietberg hat seit 2008 die 1600 Objekte der Sammlung von der Heydt auf ihre Provenienz überprüft, um NS-Raubkunst ausfindig zu machen. Als Ergebnis dieser Überprüfung wurden 2010 für vier Kunstwerke, die von der Heydt bei einer Zwangsversteigerung des Besitzes 1933 emigrierter Juden erworben hatte, Entschädigungen an die Erben gezahlt.

## Kritik und Kontroversen
Von der Heydts NSDAP-Mitgliedschaft und der Vorwurf, er habe während des Zweiten Weltkriegs aktiv das nationalsozialistische Regime unterstützt, führten seit Beginn des 21. Jahrhunderts zu Forderungen, das von der Heydt-Museum und den Eduard von der Heydt-Kulturpreis umzubenennen. Mitglieder des „Arbeitskreises Angreifbare Traditionspflege“ störten im Oktober 2002 ein Symposion zum hundertjährigen Jubiläum des Museums mit der Forderung, das Museum nach dem 1933 emigrierten jüdischen Maler Jankel Adler (1895–1949) zu benennen.
Am 31. Januar 2006 plädierte der Vorsitzende der Else-Lasker-Schüler-Gesellschaft, Hajo Jahn, anlässlich der Verleihung des Rheinlandtalers im Rathaus Wuppertal dafür, den Eduard von der Heydt-Kulturpreis in Else Lasker-Schüler-Preis umzubenennen. Am 3. April 2006 stimmte der Rat der Stadt Wuppertal gegen die von der WASG beantragte Umbenennung. Ein Grund war, dass es bereits einen Else-Lasker-Schüler-Dramatikerpreis gab. Im November 2006 wurden die Bemühungen zur Umbenennung fortgesetzt. Zu den Unterstützern zählten frühere Eduard von der Heydt-Kulturpreisträger wie Helmut Hirsch, Peter Brötzmann und Wolf Erlbruch, die Else-Lasker-Schüler-Dramatikerpreisträgerin Elfriede Jelinek sowie Ralph Giordano, Ingrid Bachér und Reiner Kunze.
Am 28. Februar 2007 gab die Wuppertaler Kulturdezernentin Marlis Drevermann bekannt, dass die Vergabe des Preises bis zur definitiven Klärung der Vorwürfe ausgesetzt werde. Michael Knieriem, Leiter des Historischen Zentrums und des Engels-Hauses Wuppertal, fertigte im Auftrag der Stadt Wuppertal ein zeitgeschichtliches Gutachten an, das am 3. Mai 2007 im Mendelssohn-Saal der Wuppertaler Stadthalle der Öffentlichkeit präsentiert und kontrovers diskutiert wurde. Knieriem konnte keine Beweise dafür finden, dass Eduard von der Heydt als Täter in nationalsozialistische Verbrechen verstrickt war, hält aber seine Behauptung, er sei über die Natur der Zahlungen nicht informiert gewesen, für unglaubwürdig. Von der Heydt sei jedoch kein überzeugter Nationalsozialist, sondern ein Vertreter des konservativen Großbürgertums gewesen; sein Verhalten sei von dem Wunsch diktiert worden, sein Vermögen und seine Kunstsammlung durch Kontakte nach allen Seiten hin abzusichern. Nach Auffassung der Kritiker lasse aber auch ein solches opportunistisches Verhalten die moralische Qualität vermissen, die für den Namensträger eines angesehenen Kulturpreises zu fordern sei.
Im August 2008 beschloss die Stadt Wuppertal, den Eduard von der Heydt-Preis in „von der Heydt-Kulturpreis“ umzubenennen und damit die mäzenatische Tätigkeit der gesamten Familie zu würdigen. Unter diesem neuen Namen wird der Preis seit Herbst 2008 wieder verliehen.

## Vorfahren
| Ahnentafel Eduard Freiherr von der Heydt  | Ahnentafel Eduard Freiherr von der Heydt                                               | Ahnentafel Eduard Freiherr von der Heydt                                               | Ahnentafel Eduard Freiherr von der Heydt                                               | Ahnentafel Eduard Freiherr von der Heydt                                               | Ahnentafel Eduard Freiherr von der Heydt                                      | Ahnentafel Eduard Freiherr von der Heydt                                    | Ahnentafel Eduard Freiherr von der Heydt                                    | Ahnentafel Eduard Freiherr von der Heydt                                    |
| ----------------------------------------- | -------------------------------------------------------------------------------------- | -------------------------------------------------------------------------------------- | -------------------------------------------------------------------------------------- | -------------------------------------------------------------------------------------- | ----------------------------------------------------------------------------- | --------------------------------------------------------------------------- | --------------------------------------------------------------------------- | --------------------------------------------------------------------------- |
| Ururgroßeltern                            | Daniel Heinrich von der Heydt (1767–1832) ⚭ 1794 Wilhelmine Kersten (1771–1854)        | Johann Wilhelm Blank (1773–1846) ⚭ 1796 Sibilla Helene Simons (1776–1839)              | Johann Peter Boeddinghaus (1751–1826) ⚭ 1778 Maria Helene Funcke (1760–1824)           | Johann Abraham Siebel (1773–1830) ⚭ 1796 Isabella Margaretha Siebel (1775–1844)        | Johann Kaspar Haarhaus (1749–1828) ⚭ 1784 Anna Christina Bargmann (1760–1802) | Johann Peter Bargmann (1774–1852) ⚭ 1798 Ida Baltz (1780–1863)              | Johann Jakob Aders (1768–1825) ⚭ 1793 Anna Helene Brink (1770–1844)         | Johann Peter Boeddinghaus (1788–1837) ⚭ 1813 Amalia Middendorf (1793–1823)  |
| Urgroßeltern                              | August Freiherr von der Heydt (1801–1874) ⚭ 1824 Julie Blank (1804–1865)               | August Freiherr von der Heydt (1801–1874) ⚭ 1824 Julie Blank (1804–1865)               | Karl Heinrich Boeddinghaus (1797–1872) ⚭ 1823 Sophie Siebel (1802–1885)                | Karl Heinrich Boeddinghaus (1797–1872) ⚭ 1823 Sophie Siebel (1802–1885)                | Jacob Haarhaus (1798–1881) ⚭ 1830 Johanna Sophie Bargmann (1803–1872)         | Jacob Haarhaus (1798–1881) ⚭ 1830 Johanna Sophie Bargmann (1803–1872)       | Alfred Aders (1809–1880) ⚭ 1835 Bertha Boeddinghaus (1814–1891)             | Alfred Aders (1809–1880) ⚭ 1835 Bertha Boeddinghaus (1814–1891)             |
| Großeltern                                | August Freiherr von der Heydt (1825–1867) ⚭ 1849 Maria Helene Boeddinghaus (1828–1899) | August Freiherr von der Heydt (1825–1867) ⚭ 1849 Maria Helene Boeddinghaus (1828–1899) | August Freiherr von der Heydt (1825–1867) ⚭ 1849 Maria Helene Boeddinghaus (1828–1899) | August Freiherr von der Heydt (1825–1867) ⚭ 1849 Maria Helene Boeddinghaus (1828–1899) | Gustav Haarhaus (1831–1911) ⚭ 1860 Ida Auguste Aders (1838–1876)              | Gustav Haarhaus (1831–1911) ⚭ 1860 Ida Auguste Aders (1838–1876)            | Gustav Haarhaus (1831–1911) ⚭ 1860 Ida Auguste Aders (1838–1876)            | Gustav Haarhaus (1831–1911) ⚭ 1860 Ida Auguste Aders (1838–1876)            |
| Eltern                                    | August Freiherr von der Heydt (1851–1929) ⚭ 1880 Selma Haarhaus (1862–1944)            | August Freiherr von der Heydt (1851–1929) ⚭ 1880 Selma Haarhaus (1862–1944)            | August Freiherr von der Heydt (1851–1929) ⚭ 1880 Selma Haarhaus (1862–1944)            | August Freiherr von der Heydt (1851–1929) ⚭ 1880 Selma Haarhaus (1862–1944)            | August Freiherr von der Heydt (1851–1929) ⚭ 1880 Selma Haarhaus (1862–1944)   | August Freiherr von der Heydt (1851–1929) ⚭ 1880 Selma Haarhaus (1862–1944) | August Freiherr von der Heydt (1851–1929) ⚭ 1880 Selma Haarhaus (1862–1944) | August Freiherr von der Heydt (1851–1929) ⚭ 1880 Selma Haarhaus (1862–1944) |
| Eduard Freiherr von der Heydt (1882–1964) |                                                                                        |                                                                                        |                                                                                        |                                                                                        |                                                                               |                                                                             |                                                                             |                                                                             |

## Werke
- Der Aufsichtsrat der Aktiengesellschaften, seine wirtschaftliche Funktion und die Frage seiner Reform, 1905. (Dissertation)
- Eduard von der Heydt/Werner von Rheinbaben: Auf dem Monte Verità. Erinnerungen und Gedanken über Menschen, Kunst und Politik, Atlantis, Zürich 1958.

## Filme
- Trailer zur Ausstellung Von Buddha bis Picasso, 2013. Produktion: Museum Rietberg (Albert Lutz, Esther Tisa Francini), Jean Claude Plattner.